# Eyong Enoh
Eyong Tarkang Enoh (* 23. März 1986 in Kumba) ist ein ehemaliger kamerunischer Fußballspieler.

## Karriere

### Verein
Enoh spielte in den Jugendmannschaften der Kameruner Teams FC Tiko Youngstars und FC Mount Cameroon. Zu Beginn seiner Profikarriere wechselte er 2004 nach Zypern zu SK Mağusa Türk Gücü. 2007 entschied sich der Mittelfeldspieler zu einem Wechsel nach Südafrika zu Ajax Cape Town. Dort etablierte er sich und Cape Towns europäischer Partnerverein Ajax Amsterdam wurde auf den Kameruner aufmerksam. So verpflichtete der niederländische Klub Enoh im Sommer 2008 und lockte ihn wieder nach Europa. Am 21. September 2008 gab er sein Debüt in der Eredivisie.
Am 31. Januar 2013 wechselte Enoh bis Saisonende auf Leihbasis zum FC Fulham.
Zur Rückrunde der Saison 2013/14 wurde er an den türkischen Erstligisten Antalyaspor ausgeliehen. Im August 2014 wechselte er zum belgischen Verein Standard Lüttich. Drei Spielzeiten blieb er dort, hatte einen kurzen Aufenthalt bei Willem II Tilburg und einen längeren in der zyprischen Liga. Von 2020 bis 2022 spielte er auf Amateurbasis in den Niederlanden. 2022 beendete Enoh seine Karriere endgültig.

### Nationalmannschaft
Der Mittelfeldakteur debütierte am 7. Juni 2009 in der Nationalelf seines Heimatlandes, als er in der Partie gegen Mexiko auflief. Enoh wurde ins Aufgebot der kamerunischen Nationalmannschaft für die Fußball-Weltmeisterschaft 2010 in Südafrika berufen und in zwei Partien eingesetzt. Auch bei der folgenden WM in Brasilien gehörte er der Auswahl seines Landes an. Er bestritt alle drei Spiele Kameruns über die volle Distanz.

## Erfolge
- ABSA Cup (Südafrikanischer Pokal) mit Ajax Cape Town: 2007

Ajax Amsterdam
- Pokalsieger: 2010
- Meister: 2011, 2012, 2013
- Niederländischer Supercupsieger: 2014

Standard Lüttich
- Belgischer-Pokal-Sieger 2016

Individuell
- Fußballer des Jahres in Südafrika: 2008